# Pietro Castellino
Pietro Castellino (Montevideo, 20 novembre 1864 – Bacoli, 30 settembre 1933) è stato un medico e politico italiano.

## Biografia
Figlio di genitori liguri, si laureò in medicina a Genova e fu allievo del grande luminare Achille De Giovanni.
Iniziata l'attività universitaria, fu docente di Clinica medica a Padova ma sin dall'età di trentaquattro anni si trasferì a Napoli ove tenne lungamente la cattedra di patologia medica all'università Federico II, succedendo - sia per incarico che per prestigio - ad Antonio Cardarelli alla direzione della I clinica medica. 
Fu maestro e collega di insigni clinici napoletani tra cui il medico santo Giuseppe Moscati, il neuropsichiatra e politico Leonardo Bianchi ed il medico e politico Arturo Jelardi.
A Napoli fondò e diresse anche quattro riviste mediche, fu direttore delle terme di Castellammare e di Agnano e scrisse numerose opere scientifiche tra cui Le grandi sindromi cliniche.
Massone, il 30 dicembre 1895 fu affiliato  con il grado di Maestro nella Loggia Stella d'Italia di Genova.
Deputato al Parlamento dal 1904 al 1921 nel collegio di Foggia, fu anche generale medico nella prima guerra mondiale, ma si distinse già nel 1908 in occasione del terremoto di Messina, quando guidò un gruppo di giovani volontari soccorritori.
Nel 1925, ebbe la tessera ad honorem del Partito Nazionale Fascista per la sua fama di insigne scienziato e precursore della ricerca endocrinologica poiché, già dal 1912, aveva infatti scoperto, con l'aiuto del suo collaboratore napoletano Alfonso Pirera, l'epatoterapia dell'anemia perniciosa, cioè la cura dell'anemia con estratti di fegato.
La scarsa pubblicità avuta dalle sue ricerche finì però col favorire l'attribuzione di questa importante scoperta scientifica ai clinici statunitensi Whipple, Minot e Murphy e, solo nei primi anni trenta, il CNR riuscì tramite una commissione di esperti a rendergli giustizia, rivendicando la sua paternità per questa terapia innovativa.
La sua morte, avvenuta nel 1933 a Bacoli, non gli consentì di ottenere il tanto ambito premio Nobel, che nel 1934 andò invece proprio ai tre medici americani.
Altro suo primato scientifico fu l'essere stato precursore degli studi poi condotti e perfezionati da H. Eppinger e L. Hess nella individuazione dei quadri costituzionali vagotonici e simpaticotonici.
A Napoli gli è stata intitolata una strada.

## Opere
- Carlo Gioffredi - Napoli - 1910.
- Alterazione del sangue nella pneumonite fibrinosa: Indagini - Genova - 1892.
- Azione conservatrice del siero fisiologico sui globuli Rossi patologici - Genova - 1892.
- Dell'eredita in patologia - Milano - 1896.
- Lezioni di semejotica e patologia Speciale medica del cuore e dei Grossi vasi: Fasc. 1-6 - Milano - 1897.
- Ricerche sperimentali sui globuli bianchi del sangue - Genova - 1892.
- Sulle alterazioni del sangue negli individui affetti da carcinoma - Genova - 1892.
- Le sindromi neurovegetative - Milano - 1935.